# Jeffery Toomaga-Allen
Pas d'image ? Cliquez ici

a Compétitions nationales et continentales officielles uniquement.

b Matchs officiels uniquement.
Dernière mise à jour le 11 juin 2024.
Jeffery Toomaga-Allen, né le 19 novembre 1990 à Wellington (Nouvelle-Zélande), est un joueur de rugby à XV international néo-zélandais et international samoan évoluant au poste de pilier aux Queensland Reds en Super Rugby.

## Carrière

### En club
Jeffery Toomaga-Allen commence à jouer au rugby à l'âge de huit ans, avec le club de Northern United de Porirua. Il suit sa scolarité avec le Wellington College dans sa ville natale, où il pratique le rugby, et côtoie le futur international néo-zélandais Lima Sopoaga.
Après sa scolarité, il rejoint le club amateur des Marist St Pats dans le championnat de la région de Wellington. Il joue également avec l'équipe Development (espoir) des Hurricanes en 2011.
Remarqué par ses performances, il est signe un contrat de deux saisons avec la franchise de Super Rugby des Hurricanes à partir de la saison 2012, alors qu'il n'a encore jamais joué au niveau provincial,. Il fait ses débuts en Super Rugby le 25 février 2012 contre les Stormers. La même année, il est retenu dans l'effectif de la province de Wellington pour disputer le National Provincial Championship (NPC). 
Il joue sept saisons avec les Hurricanes, et dispute cent-quinze rencontres au total. Il est remplaçant lors de la finale perdue en 2015 contre les Highlanders, mais ne dispute pas la finale 2016 remportée contre les Lions en raison d'une blessure,.
En 2019, il rejoint le club anglais des Wasps en Premiership,. Dès sa première saison au club en 2019-2020, les Wasps atteignent la finale du championnat et affrontent les Exeter Chiefs. Pour cette rencontre, Jeffery Toomaga-Allen est titulaire mais son équipe est battue 19 à 13,. Il joue trois saisons avec cette équipe, disputant 61 rencontres.
En 2022, il s'engage pour une saison avec la province irlandaise de l'Ulster en United Rugby Championship. Il quitte la province en juin 2023, au terme de son contrat.
Deux mois après son départ de l'Ulster, il s'engage avec la franchise des Queensland Reds pour la saison 2024 de Super Rugby.

### En équipe nationale
En 2010, Jeffery Toomaga-Allen est sélectionné avec l'équipe de Nouvelle-Zélande des moins de 20 ans pour participer au championnat du monde junior 2010,. Il évolue alors aux côtés de nombreux futurs All Blacks comme Julian Savea ou Tawera Kerr-Barlow.
En octobre 2013, il est sélectionné pour la première fois avec les All Blacks par Steve Hansen, en remplacement de Joe Moody, qui vient de se fracturer la jambe. Il connait sa première cape internationale le 2 novembre 2013 à l’occasion d’un match contre l'équipe du Japon à Tokyo.
Il rappelé en sélection en 2017, pour participer à la tournée de novembre en Europe. Lors de cette tournée, il ne joue que deux rencontres considérées comme non officielles, contre les Barbarians et France XV,. Il également sélectionné en 2018, pour disputer le Rugby Championship, mais doit finalement déclarer forfait en raison d'une blessure.
En octobre 2022, grâce au nouveau règlement de World Rugby qui autorise à jouer pour deux sélections différentes sous certaines conditions, il effectue son retour international sous le maillot des Samoa dans le cadre de la tournée d'Automne en Europe. Il obtient sa première sélection avec son nouveau pays le 5 novembre 2022 contre l'Italie à Padoue.

## Palmarès

### En club et province
- Vainqueur du Super Rugby en 2016 avec les Hurricanes.

## Statistiques
Au 9 décembre 2020, Jeffery Toomaga-Allen compte 1 capes en équipe de Nouvelle-Zélande, dont aucune en tant que titulaire, depuis le 2 novembre 2013 contre l'équipe du Japon à Tokyo.